# Dmitrij Godunok
Dmitrij Władimirowicz Godunok, ros. Дмитрий Владимирович Годунок (ur. 4 stycznia 1976 w mieście Wołżski) – rosyjski piłkarz grający na pozycji lewego lub środkowego obrońcy.

## Życiorys
Godunok jest wychowankiem klubu Torpedo Wołżski, wywodzącego się z jego rodzinnej miejscowości Wołżski. W 1993 roku zadebiutował w jego barwach w Pierwszej Dywizji (odpowiednik II ligi), jednak na koniec sezonu spadł z drużyną o klasę niżej. W 1995 roku Torpedo znów występowało w Pierwszej Dywizji, a Dmitrij grał tam jeszcze przez dwa sezony. W 1997 roku przeszedł do Tiekstilszczika Kamyszyn, w którym spędził rok, a następnie trafił do występującej w tej samej lidze Łady Togliatti. W 1998 roku został z nią zdegradowany do Drugiej Dywizji (odpowiednik III ligi), ale po roku udało się powrócić Ładzie do klasy wyżej. W Ładzie występował do końca 2002 roku, a po sezonie został zawodnikiem Tomu Tomsk, w którym spędził dwa lata, a w 2004 roku uzyskał promocję do Premier Ligi.
Godunok zmienił wówczas barwy klubowe i podpisał kontrakt z FK Moskwa. W ekstraklasie rosyjskiej zadebiutował 12 marca 2005 w wygranym 2:0 wyjazdowym meczu ze Spartakiem Moskwa. Sezon 2005 zakończył z FK na 5. miejscu w tabeli, a rok później zajął z tym klubem 6. miejsce. W obu sezonach był podstawowym zawodnikiem FK.
| Sezon | Klub                    | Kraj  | Rozgrywki               | Mecze | Bramki |
| ----- | ----------------------- | ----- | ----------------------- | ----- | ------ |
| 1993  | Torpedo Wołżski         | Rosja | Druga Dywizja           | 7     | 0      |
| 1994  | Torpedo Wołżski         | Rosja | Druga Dywizja           | 2     | 0      |
| 1995  | Torpedo Wołżski         | Rosja | Pierwsza Dywizja        | 19    | 1      |
| 1996  | Torpedo Wołżski         | Rosja | Pierwsza Dywizja        | 40    | 3      |
| 1997  | Tiekstilszczik Kamyszyn | Rosja | Pierwsza Dywizja        | 24    | 2      |
| 1998  | Łada Togliatti          | Rosja | Pierwsza Dywizja        | 35    | 2      |
| 1999  | Łada Togliatti          | Rosja | Druga Dywizja           | 28    | 2      |
| 2000  | Łada Togliatti          | Rosja | Pierwsza Dywizja        | 31    | 6      |
| 2001  | Łada Togliatti          | Rosja | Pierwsza Dywizja        | 30    | 8      |
| 2002  | Łada Togliatti          | Rosja | Pierwsza Dywizja        | 35    | 7      |
| 2003  | Tom Tomsk               | Rosja | Pierwsza Dywizja        | 37    | 3      |
| 2004  | Tom Tomsk               | Rosja | Pierwsza Dywizja        | 42    | 4      |
| 2005  | FK Moskwa               | Rosja | Premier Liga            | 28    | 1      |
| 2006  | FK Moskwa               | Rosja | Premier Liga            | 27    | 0      |
| 2007  | FK Moskwa               | Rosja | Premier Liga            |       |        |
|       |                         |       | Łącznie w Premier Lidze | 55    | 1      |